# Шишкин, Александр Валерьевич
Александр Валерьевич Шишкин (род. 13 октября 1966) — советский и российский футболист, играл на позиции вратаря.

## Карьера
Воспитанник школы московского «Спартака». В 1983 году попал в заявку «Спартака», однако 4 сезона провёл в дублирующем составе. В 1988 году играл за керченский «Океан». В 1989 году перешёл в тюменский «Геолог». В 1991 году перебрался в московский «Асмарал». После распада СССР клуб получил право выступать в высшей российской лиге, в которой Шишкин 1 апреля 1992 года в выездном матче 1-го тура против петербургского «Зенита» провёл единственный матч, пропустив 2 мяча. Данный матч стал для Шишкина последним в профессиональной карьере.